# Brosen

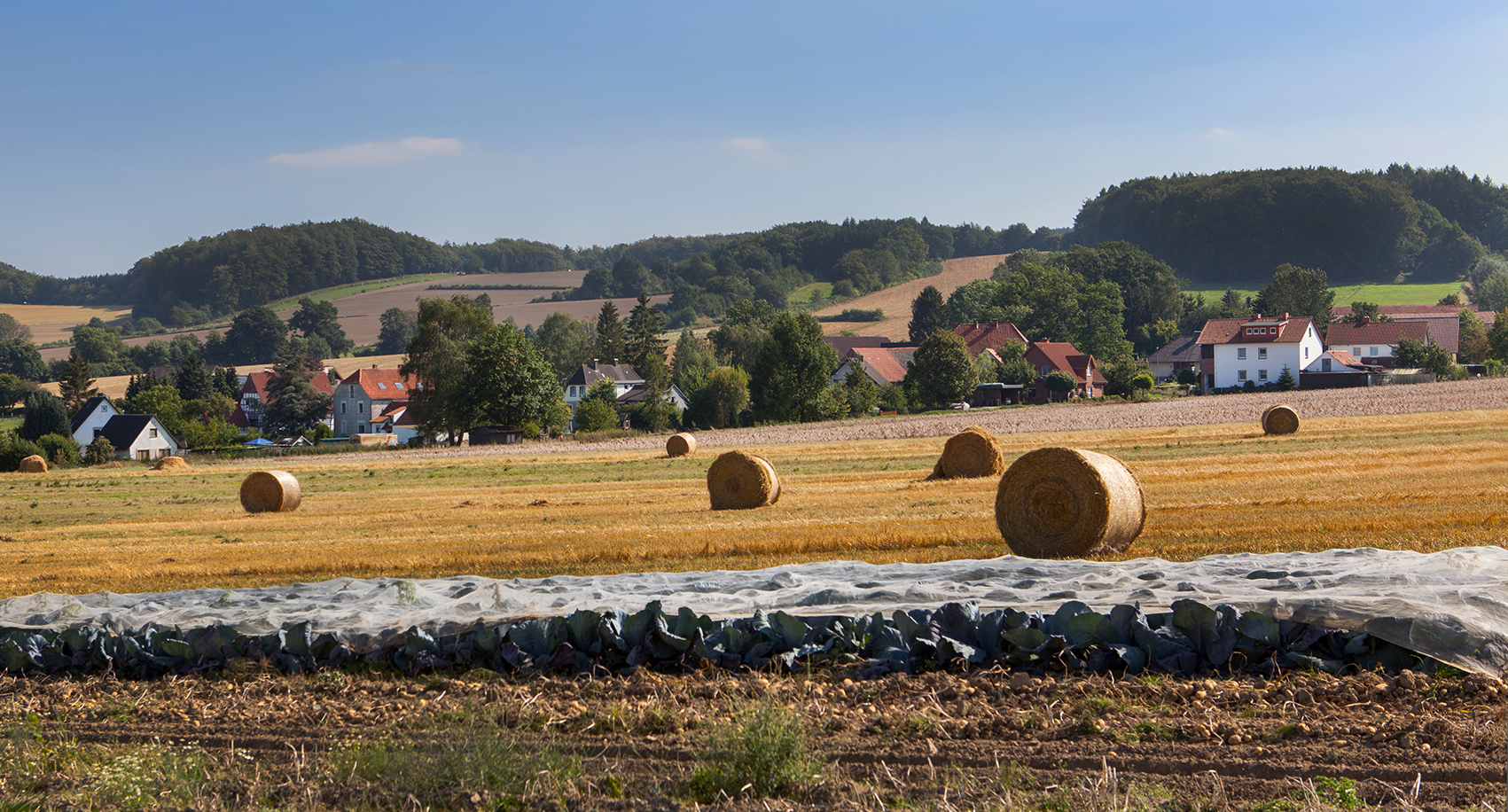
Blick von Nordwesten nach Brosen

Brosen ist ein Ortsteil der lippischen Gemeinde Kalletal in Nordrhein-Westfalen in Deutschland.

## Geographie

### Geographische Lage
Der rund siebeneinhalb Quadratkilometer große Ortsteil Brosen liegt etwa dreieinhalb Kilometer südwestlich der Hohenhauser Ortsmitte, zwischen den ebenfalls zu Kalletal gehörenden Ortsteilen Heidelbeck im Nordosten, Asendorf im Osten, Henstorf im Süden, Bavenhausen im Südwesten sowie Hohenhausen im Nordwesten.

### Gliederung
Zu Brosen gehören die nordöstlich gelegenen kleinen Siedlungen Rafeld und Selsen.

### Gewässer
Durch Brosen fließt Richtung Norden der Broser Bach, der bei Hohenhausen in die Westerkalle mündet.

## Geschichte
Der mittelalterliche Name von Brosen war Brochusen oder Brokhusen und bedeutete Dorf oder Häuser im Bruche, also im Sumpf. Der Ort wurde vermutlich schon in altsächsischer Zeit vom 4. bis 6. Jahrhundert besiedelt. Eine weitere Erwähnung des Dorfes erfolgte 1362, als der lippische Landesherr Simon III. die Abgaben der freien Leute verpfändete.
Im Laufe der Jahrhunderte sind folgende Versionen als Ortsnamen belegt: Brochusen (1185 bis 1206), Brochosen (1274), Brockhusen (1467, im Landschatzregister), Broeckhusen (1470/71, im Möllenbecker Güterverzeichnis), Broickhussin (1507, im Landschatzregister), Brockhusenn (1535), Broickhusenn (1545), Brockhaussenn (1614/15, im Salbuch), Brockhaußen (1618, im Landschatzregister), Brosen (1694, im Lemgoer Bürgerbuch)/(1758) sowie Brohsen (1806, in einer Karte von Karl Ludwig von Le Coq).

### 20. Jahrhundert
Die vorher selbständige Gemeinde Brosen gehört seit dem 1. Januar 1969 zu Kalletal.
Kalletal ging als Teil des Kreises Lemgo mit diesem am 1. Januar 1973 im Zuge der nordrhein-westfälischen Kreisreform im Rahmen des Bielefeld-Gesetzes durch Vereinigung mit dem Kreis Detmold im heutigen Kreis Lippe auf.

### Einwohnerentwicklung
| Jahr      | 1860 | 1939 | 1962 |
| Einwohner | 353  | 337  | 439  |
| --------- | ---- | ---- | ---- |